# Ščëlkovo
Ščëlkovo (in russo Щёлково?; non seguendo la traslitterazione scientifica del cirillico, scritta anche Ščjolkovo, Shchëlkovo, Shchyolkovo, Ščelkovo) è una cittadina della Russia europea centrale (oblast' di Mosca). Fino al 2019 era capoluogo amministrativo del distretto omonimo. 

## Geografia
La cittadina è situata 35 km a nordest della capitale russa, sulle sponde del fiume Kljaz'ma.

## Storia
Fin dal 1521-22 è attestato un villaggio agricolo chiamato Ščëlkovo sulle rive della Kljaz'ma, possedimento del Monastero della Trinità di San Sergio (Troice-Sergieva Lavra); la fondazione ufficiale della città risale al 1925, anno in cui arrivò anche lo status di città.

## Economia
Ščëlkovo è un centro industriale di una certa rilevanza, con fabbriche operanti nel campo chimico, meccanico, tessile, metallurgico. Nelle vicinanze sorge il Centro di addestramento cosmonauti Jurij Gagarin, in cui il cosmonauta a cui è intitolato il centro completò il suo addestramento prima di compiere la sua storica missione.

## Società

### Evoluzione demografica
Fonte: mojgorod.ru
- 1926: 12.000
- 1939: 27.000
- 1959: 57.800
- 1979: 100.300
- 1989: 109.300
- 2002: 112.865
- 2007: 113.000